# Birkhofstraße 18 (Korschenbroich)

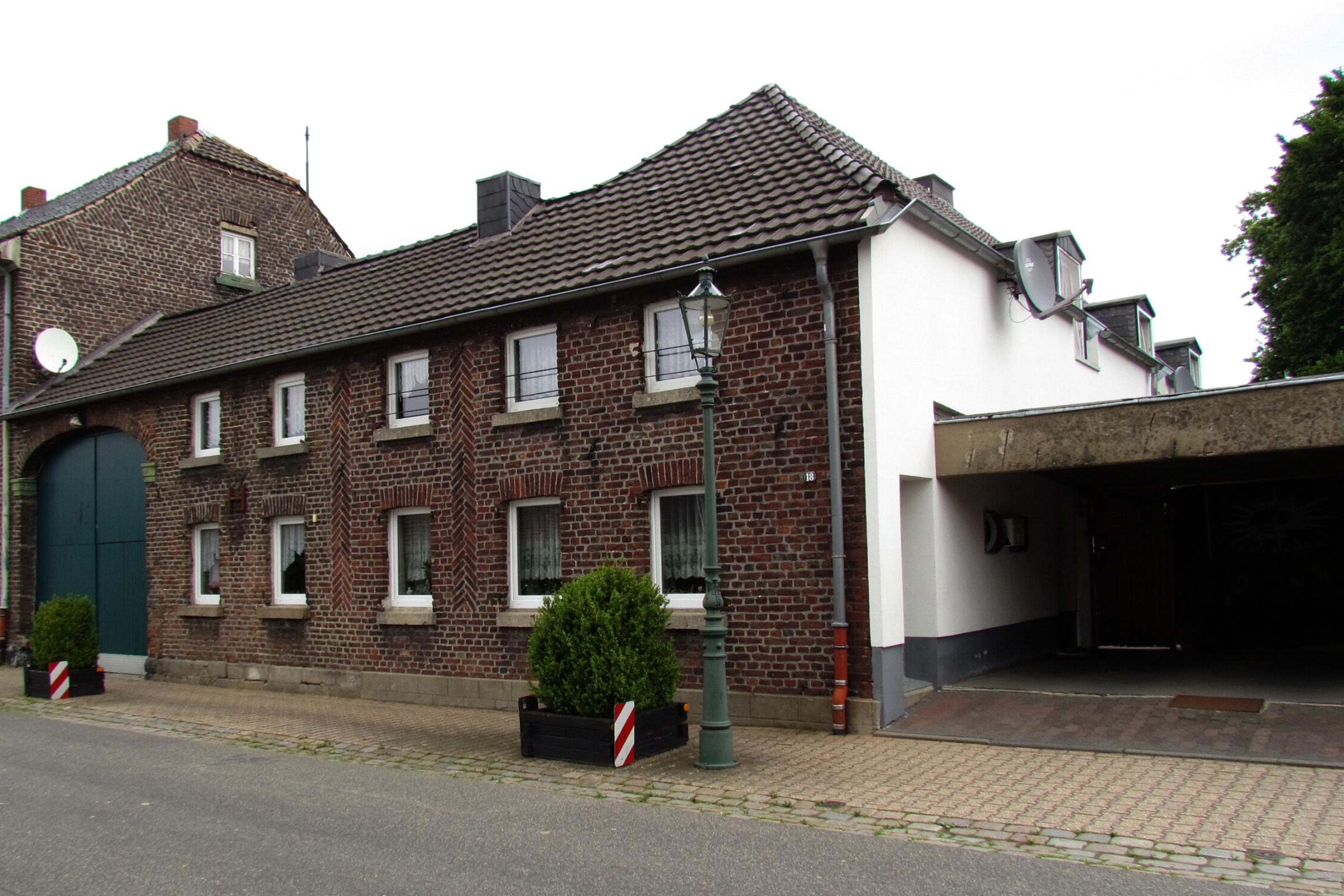
Backsteinhofanlage

Die Backsteinhofanlage Birkhofstraße 18 steht im Stadtteil Lüttenglehn in Korschenbroich im Rhein-Kreis Neuss in Nordrhein-Westfalen.
Das Haus wurde 1826 erbaut und unter Nr. 170 am 29. Januar 1991 in die Liste der Baudenkmäler in Korschenbroich eingetragen.

## Architektur
Es handelt sich hier um eine vierflügelige Backsteinhofanlage aus dem Jahre 1826 (Jahreszahl über der Tür).
Das Wohnhaus ist zweigeschossig in fünf Achsen mit Krüppelwalmdach erstellt, wobei die dritte Mittelachse leicht vorgezogen und mit einem flachen Dreiecksgiebel überdacht sind. Die Hofgebäude sind teilweise älter. Die ehemaligen Scheunentrakte sind zu Wohnungen umgebaut worden.
Trotz geringfügiger Veränderungen hat diese Hofanlage ihr ursprüngliches Erscheinungsbild erhalten. Es erfüllt die Voraussetzungen des § 2 DSchG NW zur Eintragung in die Denkmalliste. Sie ist bedeutend für die Geschichte des Menschen als kulturgeschichtliches Zeugnis der Arbeits- und Wohnverhältnisse im 19. Jahrhundert und für Städte und Siedlungen im ortsgeschichtlichen Sinne. Für ihre Erhaltung und Nutzung liegen wissenschaftliche, hier architektur- und siedlungsgeschichtliche Gründe vor.